# Danazol
Danazol é um fármaco utilizado no tratamento de endometriose e doença fibrocística de mama e como profilático no angioedema de origem hereditária da laringe, abdome e cutâneo. Trata-se de um derivado da etisterona, um esteroide sintético onde seu mecanismo de ação é impedir a liberação das gonadotrofinas e no foco dos receptores de esteroides gonadais em órgãos alvo.